# نسيم أكرور
نسيم أكرور ، من مواليد 10 يوليو 1974 في باريس في فرنسا ، لاعب كرة قدم جزائري يلعب لصالح فريق قرونوبل الفرنسي.
و قد لعب مع منتخب الجزائر لكرة القدم.

## روابط خارجية
- نسيم أكرور على موقع الاتحاد الدولي (مؤرشف)  (الإنجليزية)
- نسيم أكرور على موقع رابطة كرة القدم الفرنسية للمحترفين (الإنجليزية)
- نسيم أكرور على موقع قاعدة بيانات كرة القدم.إي يو (الإنجليزية)
- نسيم أكرور على موقع ليكيب (الفرنسية)
- نسيم أكرور على موقع ناشيونال فوتبول تيمز (الإنجليزية)
- نسيم أكرور على موقع Soccerbase.com (لاعب) (الإنجليزية)
- نسيم أكرور على موقع Soccerway.com (الإنجليزية)
- نسيم أكرور على موقع كووورة